# Алиев, Айдер Энверович
Айде́р Энве́рович Али́ев (крымскотат. Ayder Enver oğlu Aliyev; род. 21 февраля 1952, Козиково, Марийская АССР) — советский, украинский и российский скульптор крымскотатарского происхождения. Заслуженный художник Украины (2011).

## Биография
Родился 21 февраля 1952 года в посёлке Козиково (ныне Республика Марий Эл), куда его родители были выселены в 1944 году в ходе депортации крымских татар. В 1972 году окончил республиканское художественное училище имени П. П. Бенькова Ташкент, в 1977 окончил отделение монументальной скульптуры Ташкентского театрально-художественного института им. А. Н. Островского.
С 1979 работал в художественно-производственных мастерских (Фергана) Художественного фонда Узбекистана.
В 1990 году вернулся в Крым. С 1994 работает на Симферопольском художественном комбинате Союза художников Автономной Республики Крым. Член СХ СССР (1988), НСХУ (1995). Живёт в Симферополе.

## Работы

Памятник дважды Герою Советского Союза Амет-Хан Султану г.Симферополь 2020 г.

Памятник Исмаилу Гаспринскому (Симферополь)
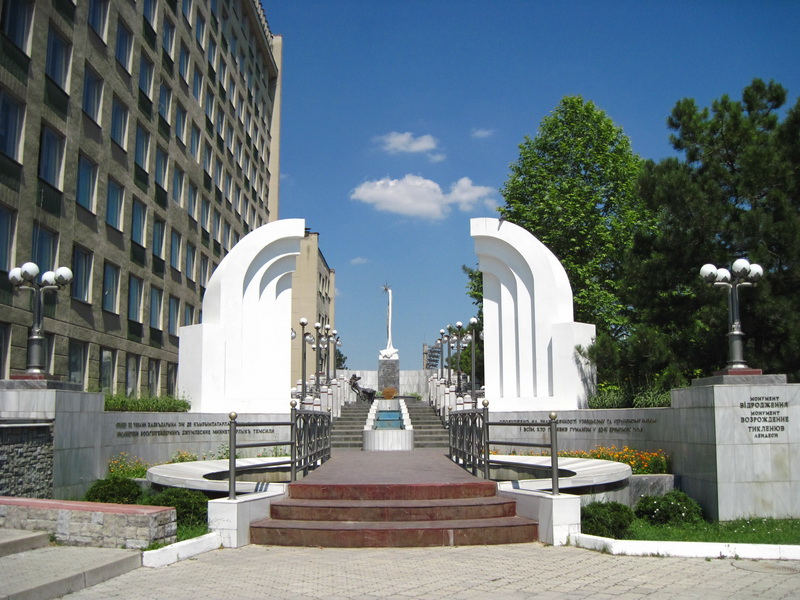
Монумент Возрождение, перед главным корпусом Крымского инженерно-педагогического университета, Симферополь

## Награды и премии
- Национальная премия Украины имени Тараса Шевченко (8 марта 2005 год) — за скульптурный комплекс «Возрождение» в Симферополе
- Заслуженный художник Украины (2011)
- Премия Совета министров Автономной Республики Крым за 2000-й год в номинации «Культура, физкультура и спорт» (совместно с Ш. У. Халиловым) — за создание Мемориального комплекса И. Гаспринского[3]
- Заслуженный художник Автономной Республики Крым (2001)[4]
- Серебряная медаль «Достойному» Российской академии художеств (2024) — за памятник дважды Герою Советского Союза, заслуженному лётчику-испытателю СССР подполковнику Амет-Хану Султану (Симферополь) высота 6 м, бронза, гранит, 2020 г.